# Вітів Анатолій Миколайович
Анатолій Миколайович Вітів (нар. 22 липня 1960 року; с. Опорець Сколівського району Львівської області, УРСР, СРСР) — український політичний діяч, народний депутат України, член ВО «Свобода».

## Освіта
З вересня 1975-го по липень 1978-го навчався у професійно-технічному училищі № 8 міста Стрий. Освіта середня-технічна.

## Трудова діяльність
З серпня 1978-го по квітень 1979 року — слюсар механоскладальних робіт Дніпропетровського стрілочного заводу.
З квітня 1979 року по травень 1981 року — служба в рядах Збройних сил СРСР у місті Єлані Свердловської області.
З липня 1981-го по жовтень 1995-го — слюсар з ремонту автомобілів АТП 39601.
Листопад 2005-го — березень 2006-го — комерційний директор ТзОВ ВКФ «АСТАВ».
Серпень 2007-го — заступник директора ТзОВ «АСТАВ».
Жовтень 2008-го — комерційний директор ПП «Лотос Плюс».
Серпень 2010-го — менеджер зі збуту ТзОВ «Володимир Екобуд».
2011 — менеджер зі збуту.
12 грудня 2012 — 27 листопада 2014 — народний депутат України, фракція ВО «Свобода».
З 2016 — підприємець.

## Політична діяльність
Голова Волинської обласної організації ВО «Свобода».
У жовтні 2010 року обраний депутатом Волинської обласної ради по одномандатному мажоритарному виборчому округу № 37 (місто Луцьк). Був депутатом Волинської обласної ради з 2010 по 2012 та з 2015 по 2019. Був керівником фракції ВО «Свобода», членом постійної комісії з питань депутатської діяльності, місцевого самоврядування, захисту прав людини, законності, боротьби зі злочинністю.
На парламентських виборах 2012 року був обраний народним депутатом України за списком Всеукраїнського об'єднання «Свобода», № 6 у виборчому списку.
Член Комітету Верховної Ради з питань транспорту і зв'язку.

## Родина
Одружений. Дружина — Лариса Ярославівна, 1964 р.н.
Виховує доньку — Ольгу, і 1998 р.н. і Ліліану 1984 р.н.
Має внуків — Ірину Лях 2004 р.н. і Тараса 2010 р.н.